# Instituto de Educação Superior de Brasília
O Instituto de Educação Superior de Brasília ou Centro Universitário IESB é uma instituição de ensino superior particular brasileira, com sede em Brasília, no Distrito Federal e com Campus em Brasília e Ceilândia. É considerado um dos melhores centros universitários do país.
A instituição oferece cursos de graduação, pós-graduação, mestrado, extensão e qualificação profissional. Há opções presenciais e a distância.

## Estrutura
O IESB possui três campi: o Campus Edson Machado está situado em Brasília na Asa Sul, o Campus Giovanina Rímoli está situado em Brasília na Asa Norte, e o Campus Oeste está situado em Ceilândia em Ceilândia Norte. Possui instalações modernas e arrojadas e em função disso, nos últimos anos, se consolidou como uma das maiores e melhores instituições de ensino superior do país.
O IESB, por fim, tem parcerias internacionais e diversas vezes recebe visita de profissionais de várias partes do mundo em seus 3 campis. O laboratório de gastronomia, por exemplo, é considerado o melhor e mais moderno do Brasil. Os cursos de comunicação como Jornalismo e Cinema e Mídias Digitais são referência pelos seus laboratórios modernos de rádio, TV e cinema, além de sala de cinema para exibição de filmes e a produção do Festival de Cinema do IESB. Em 2013 conquistou mais de 30 estrelas no Guia Nacional de Estudantes divididos em 9 cursos. Entre eles: Administração, Publicidade e Direito (4 estrelas) e Jornalismo, Psicologia e Relações Internacionais (3 estrelas). 
Possui máxima no MEC em Conceito Institucional, em educação EAD e nota máxima em diversos cursos, como Design de Interiores, Design de Moda, Gastronomia e Gestão Pública. O curso de Engenharia da Computação do IESB é considerado o segundo melhor do Brasil.

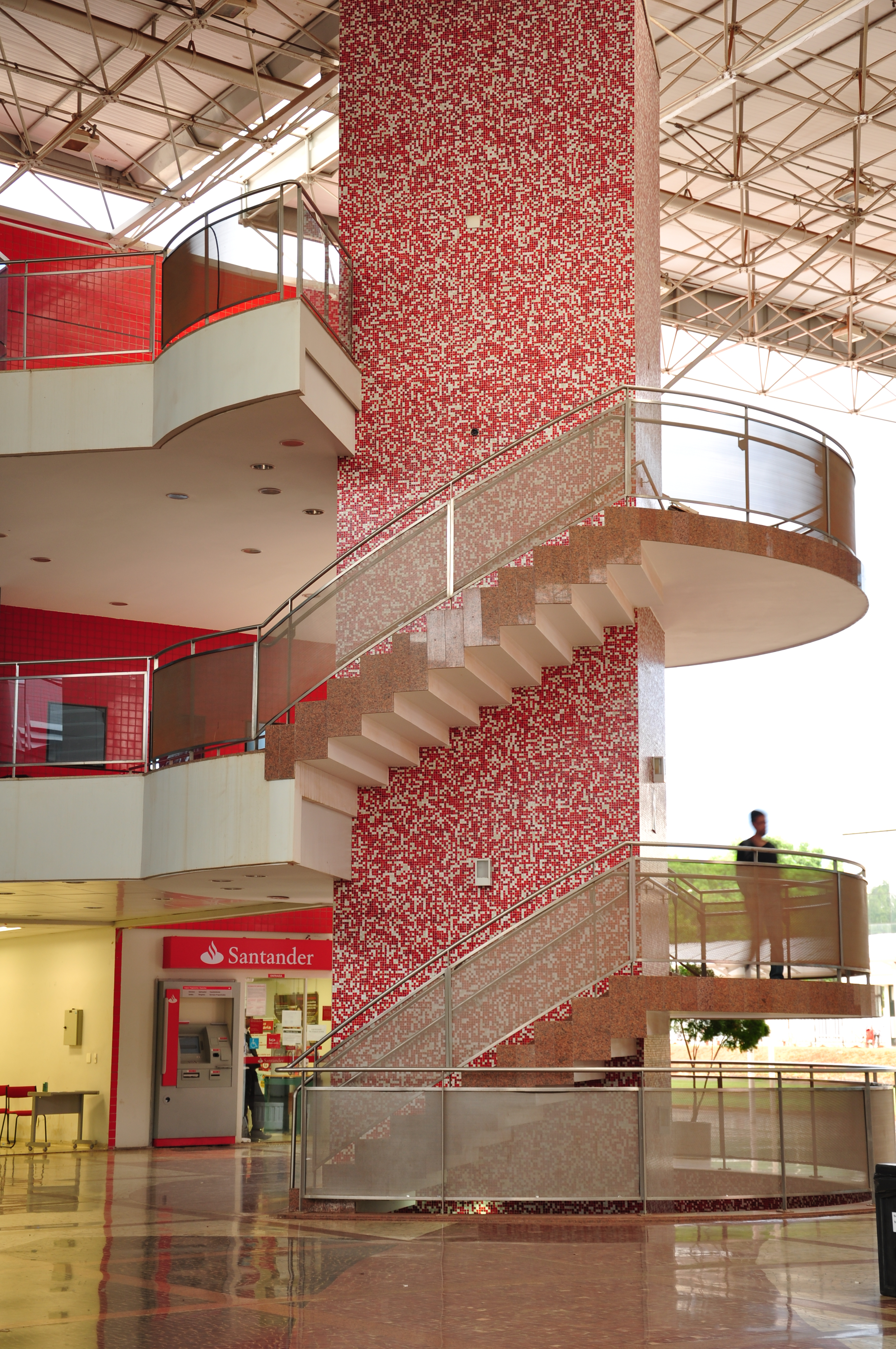
Campus Sul Edson Machado, em Asa Sul